# Kaifeng (1979)
Kaifeng (开封) – chiński niszczyciel rakietowy z lat 80. XX wieku, jedna z 17 zbudowanych jednostek typu 051. Okręt został zwodowany 3 listopada 1979 roku w stoczni Hongqi w Dalian, a do służby w Marynarce Wojennej Chińskiej Armii Ludowo-Wyzwoleńczej wszedł 25 grudnia 1982 roku. Jednostka, oznaczona numerem taktycznym 109 została wycofana ze służby w maju 2019 roku.

## Projekt i budowa
Pod koniec lat 50. XX wieku Chińczycy uzyskali dostęp do dokumentacji technicznej najnowszych radzieckich niszczycieli proj. 41 i proj. 56. Mimo pogorszenia stosunków dyplomatycznych między ZSRR a ChRL na początku lat 60. pozyskane plany zostały wykorzystane do zaprojektowania pierwszego rodzimego chińskiego typu tej klasy, a mianowicie niszczycieli typu 051. Okręty w większości rozwiązań bazowały na jedynym zbudowanym niszczycielu proj. 41 - „Nieustraszimyj”, choć niektóre ulepszenia (m.in. lepsze rozplanowanie siłowni) zostały zaczerpnięte z budowanych seryjnie jednostek proj. 56. Spory jak na chińskie doświadczenia stopień komplikacji konstrukcji oraz zerwanie współpracy z ZSRR (co spowodowało opuszczenie kraju przez wszystkich radzieckich specjalistów) zaowocowały znacznym spowolnieniem powstania finalnego projektu, co stało się dopiero w 1968 roku.
„Kaifeng” (开封) zbudowany został w stoczni Hongqi w Dalian. Stępkę okręt położono w 1974 roku, a zwodowany został 3 listopada 1979 roku .

## Dane taktyczno-techniczne
Okręt był niszczycielem rakietowym o długości całkowitej 132 metrów (127,5 metra między pionami, 124 metry na wodnicy), szerokości całkowitej 12,8 metra i zanurzeniu 4,39 metra (5,3 metra z opływką sonaru) . Wyporność normalna wynosiła 3250 ton, standardowa 3670 ton, a pełna 3960 ton. Okręt napędzany był przez dwa zestawy turbin parowych o łącznej mocy 53 MW (72 000 KM), poruszające poprzez wały napędowe dwiema śrubami. Parę dla turbin, podgrzewaną do temperatury 450 °C, dostarczały cztery kotły typu KW-41E, o ciśnieniu roboczym 64 at. Maksymalna prędkość jednostki wynosiła 32 węzły, a ekonomiczna 18 węzłów. Zasięg wynosił 5000 Mm przy prędkości 14 węzłów, 2970 Mm przy prędkości 18 węzłów i 1100 Mm przy prędkości 32 węzłów.
Uzbrojenie artyleryjskie jednostki składało się z umieszczonych na dziobie i na rufie wież typu SМ-2-1 z podwójnymi armatami uniwersalnymi kalibru 130 mm L/58 . Masa naboju wynosiła 33,4 kg (w tym ładunku miotającego 15,1 kg), a donośność pozioma 27 800 metrów (21 000 metrów do celów powietrznych). Broń przeciwlotniczą stanowiły cztery zdwojone zestawy dział plot. W-11M kal. 37 mm L/63 i cztery zdwojone zestawy dział plot. 2M-3M kal. 25 mm .
Uzbrojenie rakietowe stanowiły dwie potrójne wyrzutnie przeciwokrętowych pocisków rakietowych Hai Ying-1 (okręt przenosił sześć rakiet) . Pocisk rozwijał prędkość 0,8 Ma, masa głowicy bojowej wynosiła 513 kg, a maksymalny zasięg wynosił 80 km. Do zwalczania okrętów podwodnych służyły umieszczone na dziobie dwie 12-prowadnicowe wyrzutnie rakietowych bomb głębinowych FQF-2500, a na rufie cztery miotacze i dwie zrzutnie bomb B-1 . Okręt miał też tory mieszczące maksymalnie 38 min, po demontażu zrzutni bomb głębinowych .
Wyposażenie radioelektroniczne obejmowało radar nawigacyjny Typ 751, radar dozoru ogólnego Typ 354, radar dozoru powietrznego Typ 517, radar kierowania ogniem artylerii głównej Typ 343, radar kierowania ogniem rakietowym Typ 352, radar Typ 347, sonary SJD-1 i SJD-1N oraz czujniki systemu rozpoznania elektronicznego RW-23-1 .
Załoga okrętu składała się z 45 oficerów oraz 235 podoficerów i marynarzy.

## Służba
„Kaifeng” został przyjęty do służby w Marynarce Wojennej Chińskiej Armii Ludowo-Wyzwoleńczej 25 grudnia 1982 roku. Okręt otrzymał numer taktyczny 109. „Kaifeng” został przyporządkowany do Floty Północnej. W latach 1989–1900 dokonano modernizacji uzbrojenia i wyposażenia radioelektronicznego niszczyciela: z rufowej nadbudówki usunięto zdwojone stanowisko działek plot. kal. 37 mm, instalując w zamian ośmioprowadnicową wyrzutnię przeciwlotniczych pocisków rakietowych HQ-7 (z zapasem 16 rakiet); dodano też radar dozoru powietrznego Typ 360S oraz radar kierowania ogniem rakietowym Typ 345 .
W 1999 roku po raz kolejny zmodyfikowano zestaw uzbrojenia i wyposażenie radioelektroniczne okrętu: zdemontowano obie wyrzutnie rakiet Hai Ying-1 oraz wszystkie stanowiska działek plot. kal. 37 i 25 mm, a także radary Typ 352 i 343; zainstalowano natomiast cztery poczwórne wyrzutnie przeciwokrętowych pocisków rakietowych CY-1 (z zapasem 16 pocisków C-801), trzy podwójne stanowiska działek plot. kal. 37 mm OTO Breda Dardo oraz radary Typ 342, dwa Typ 344 i Sea Tiger, a także system walki elektronicznej ZKJ-4 .
„Kaifeng” został wycofany ze służby w maju 2019 roku.